# غزل (هنرمند)
غزِل (فرانسوی: Ghazel‎؛ زادهٔ ۱۹۶۶ در تهران) با نام اصلی غزال رادپی هنرمندی در زمینهٔ هنرهای تجسمی، عکاسی و نقاشی است، که بیشتر به‌خاطر ویدئوها و اجراهای هنری‌اش شناخته می‌شود. آثار هنری گوناگون او بیشتر در زمینهٔ جنگ و زندگی عشایری است.
او در سال ۱۹۶۶ در تهران و در خانواده‌ای مرفه به دنیا آمد و در یک مدرسهٔ بین‌المللی به زبان انگلیسی درس خواند. او در سال ۱۹۸۶ و در سن ۱۹ سالگی به «دانشگاه پل والری» در مون‌پلیه و سپس «مدرسهٔ عالی هنرهای زیبا» در نیم رفت و بعدها از دانشگاه مون‌پلیه، مدرک سینما دریافت نمود.
وی مدت‌ها میان برلین، لایپزیگ و مون‌پلیه در رفت‌وآمد بود و در این بین به ایران هم سر می‌زد. وی از سال ۱۹۹۷ تا ۲۰۰۰ بیشتر در تهران ساکن بود و با کودکان بزهکار کار می‌کرد. او با پروژه ویدئویی‌اش موسوم به «Me» به‌ شهرت رسید که مجموعه‌ای بیش از ۷۰۰ اثر ویدئویی کوتاه است.
او در سال ۲۰۱۸ مفتخر به دریافت نشان هنر و ادب از فرانسه شد.